# Црква Свете преподобне мати Параскеве у Грујинцима
Црква Свете преподобне мати Параскеве у Грујинцима, насељеном месту на територији општине Босилеград, православни је храм који припада Епархији врањској Српске православне цркве.
Црква посвећена Светој преподобној мати Параскеви саграђена је, према речима мештана,  тридесетих година 20. века.
Реновирана је после 2000. године.